# Најден Геров
Најден Геров (буг. Найден Геров), рођен Најден Геров Хаџидобревич (буг. Найден Геров Хаджидобревич; Копривштица, 23. фебруар 1823 — 9. октобар 1900) био је бугарски лингвиста, фолклориста, писац и јавна личност током бугарског националног препорода.

## Биографија
Рођен је 23. фебруара 1823. у Копривштици, био је син Гере Добревича, учитеља. Похађао је очеву школу, грчку школу у Пловдиву од 1834. до 1836. године, затим поново у родном граду до 1839. године, и на крају у Одеси, у Руској Империји, где је 1845. године завршио лицеј Ришеље. Постао је руски поданик и вратио се у Копривштицу, где је основао своју школу, која је добила име по Ћирилу и Методију.
Постао је познат по својој ерудицији и позван је да отвори гимназију и у Пловдиву, што је прихватио. Као публициста борио се против Graecisation (асимилације грчке културе) међу тадашњим Бугарима, посебно у Пловдиву. У исто време, успео је да се успешно такмичи са грчком гимназијом у Пловдиву. Током Кримског рата био је принуђен да привремено напусти земљу као руски поданик. Године 1857. постао је први конзул Русије у Пловдиву. Као такав, трудио се да унапреди бугарски национални циљ, да помогне младим Бугарима стипендирајући их у иностранству. Такође је покушао да унапреди ослобођење Бугарске од Османског царства, али се ослањао на помоћ Русије и супротставио се радикалнијим револуционарним емигрантима који су желели независни устанак, као што су Љубен Каравелов, Васил Левски и Христо Ботев. Током априлског устанка, осумњичен је да је био један од организатора и био је принуђен да се сакрије, тражећи уточиште у руској делегацији у Цариграду. После ослобођења, кратко је време обављао неке административне функције, али је убрзо све своје време посветио филологији.
Главно његово дело било је Речник бугарског језика (буг. Рѣчникъ на блъгарскъıј азъıкъ). Отприлике педесет година сакупљао је од обичних људи велики број речи, израза, пословица, народних песама и властитих именица. Прва три писма су већ била објављена 1855–1856. у Русији, али је речник у целини објављен у пет томова, од 1895. до 1904. године, са додатком који је 1908. додао Геров сарадник Тодор Панчев. Речник садржи око 100.000 уноса. Сматра се изузетно вредним извором за проучавање бугарског језика 19. века.
Такође је био заговорник правописа за бугарски књижевни језик заснован на етимолошком принципу. Његов правопис је, међутим, на крају одбијен у корист оног који је предложио Марин Дринов.
Геров пролаз у планинама Тангра, на острву Ливингстон, на Јужним Шетландским острвима, Антарктик назван је по Најдену Герову.

## Рад
- Речник бугарског језика са тумачењем говора на бугарском и руском језику. Први део (буг. Рѣчникъ на блъгарскъıй язъıкъ съ тлъкувание рѣчъı-тъı на блъгарскъı и на русскъı. Чясть прьва)